# Saint-Lambert-la-Potherie

Saint-Lambert-la-Potherie este o comună în departamentul Maine-et-Loire, Franța. În 2009 avea o populație de 2437 de locuitori.